# Колыбельский сельсовет (Новосибирская область)
Колыбе́льский сельсове́т — сельское поселение в Краснозёрском районе Новосибирской области Российской Федерации.
Административный центр — село Колыбелька.

## История
Статус и границы сельского поселения установлены Законом Новосибирской области от 2 июня 2004 года № 200-ОЗ «О статусе и границах муниципальных образований Новосибирской области»

## Население
| 2002  | 2010  | 2012  | 2013  | 2014  | 2015  | 2016  |
| ----- | ----- | ----- | ----- | ----- | ----- | ----- |
| 1786  | ↘1582 | ↗1592 | ↘1586 | ↗1622 | ↘1601 | ↘1567 |
| 2017  | 2018  | 2019  | 2020  | 2021  |       |       |
| ↘1560 | ↘1532 | ↘1490 | ↘1455 | ↘1433 |       |       |

## Состав сельского поселения
| № | Населённый пункт | Тип населённого пункта       | Население |
| - | ---------------- | ---------------------------- | --------- |
| 1 | Колыбелька       | село, административный центр | ↘1101     |
| 2 | Локтёнок         | село                         | ↘481      |